# CPKC Stadium
Le CPKC Stadium est un stade de soccer de 11 500 places assises, situé à Kansas City, au Missouri. Il est inauguré le 16 mars 2024. Il fut construit entre 2022 et 2024 pour un montant de 117 millions de dollars.
Il accueille les matchs à domicile du club de soccer féminin, le Current de Kansas City. Il est devenu le premier stade construit spécialement pour une équipe sportive professionnelle féminine,.

## Histoire

### Projet de construction
Le 26 octobre 2021, les propriétaires de la franchise de Kansas City annoncent leur intention de construire un stade — spécialement conçu pour le soccer féminin. Le projet est estimé à 70 millions de dollars et sera financé par le secteur privé par l'intermédiaire du groupe de propriétaires. Le club dévoile les conceptions préliminaires, décrivant les plans d'un stade en forme de fer à cheval avec une capacité de 11 000 personnes,. Le stade devrait être achevé en 2024. Ils ont également signé un bail de 50 ans pour un terrain — appartenant au port de Kansas City (en) — de sept acres, aux abords du parc Berkley Riverfront et de la rivière Missouri.
Le 18 mai 2022, il est rapporté par le club que la construction du stade va coûter « 117 millions de dollars », soit « 47 millions de dollars de plus que les estimations initiales ». Il est due à la hausse des coûts de construction et des matériaux. La capacité du stade est également augmentée à 11 500 spectateurs. La capacité du stade peut être étendue à 20 500 places dans une future expansion. Ils ont également obtenu six millions de dollars de crédits d’impôt de l'État pour aider à compenser l’augmentation du budget. Le 31 mai, le groupe de propriétaires dévoile de nouveaux rendus du stade,.
Le 6 septembre 2022, le club annonce que la première pelletée de terre se déroulera le jeudi 6 octobre,. Puis, le club a publié d'autres rendus du stade,,,.

### Travaux

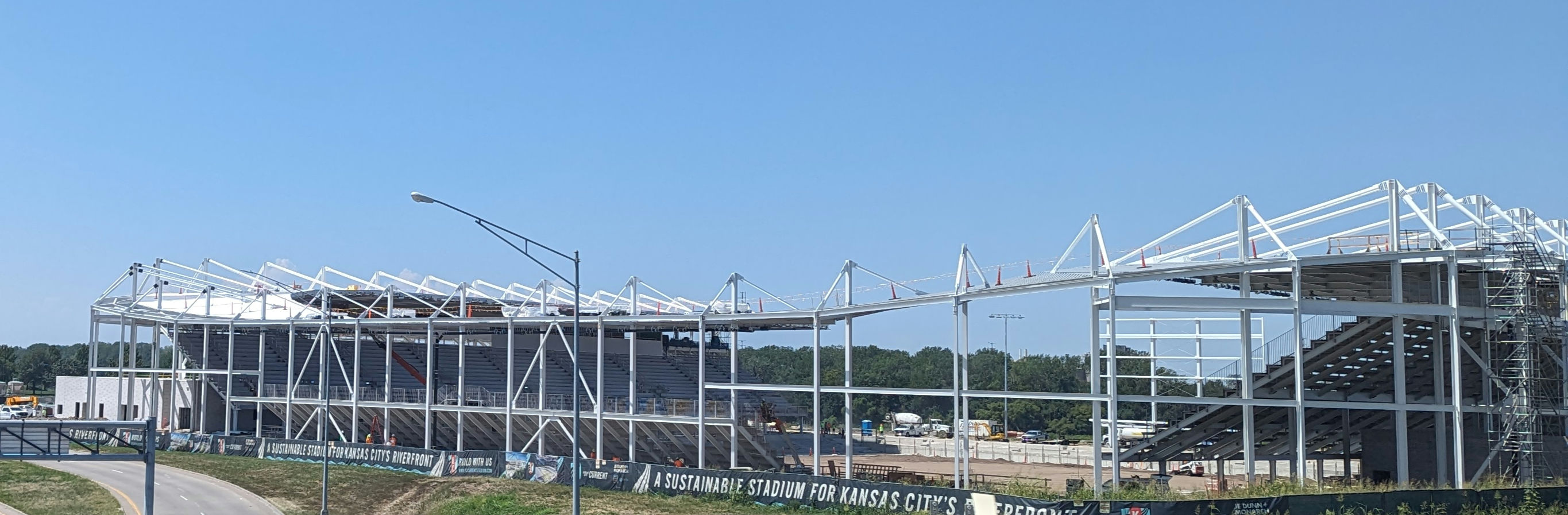
Chantier en août 2023.

Le stade est conçu par Generator Studio,. Il a également conçu le centre d'entraînement du club. Une coentreprise de JE Dunn Construction (en) et Monarch Build est choisie comme entrepreneur général pour le projet de stade.
La cérémonie de début des travaux du nouveau stade a lieu le 6 octobre 2022, en présence du commissaire de la ligue, Jessica Berman (en) et des élus locaux, dont le maire de Kansas City Quinton Lucas (en),. Le 12 décembre, le Current a publié le calendrier des travaux.
Le montage de la structure commence en avril 2023,. La franchise annonce le 21 juin que les équipes de construction ont placé la dernière poutre en acier dans la structure du stade, terminant ainsi l'une des premières phases de construction. Au cours de l'été, le terrain a fait peau neuve avec l'installation d'une nouvelle pelouse. Les sièges commencent à être installés le 1er novembre. Un écran géant — Samsung — est installé dans le nouveau stade.

### Nom
Le 19 octobre 2023, la compagnie ferroviaire Canadien Pacifique Kansas City et le Current de Kansas City ont annoncé un accord de droits de dénomination de dix ans pour le nouveau stade. En plus des droits de dénomination du stade, l'espace situé à l'entrée du stade s'appellera « CPKC Plaza ». Dans le cadre du partenariat, le CPKC se joint aux initiatives communautaires du Current.
Le 30 novembre 2023, le Current rend hommage au journaliste Grant Wahl, en nommant la tribune de presse du nouveau stade « Grant Wahl Memorial Press Box »,.

### Rencontre inaugurale
Le Current de Kansas City annonce le 25 janvier 2024 que la rencontre inaugurale du nouveau stade va se dérouler le 16 mars, face aux Thorns de Portland, à l'occasion d'une rencontre de la National Women's Soccer League,. La rencontre sera télévisée à l'échelle nationale sur ABC,.
Le stade est inauguré le samedi 16 mars 2024, lors du premier match de la saison 2024, entre le Current de Kansas City et les Thorns de Portland,. Le match se joue à guichets fermés,. Vanessa DiBernardo (en) est la première buteuse de l'histoire du nouveau stade. Le score final est de 5-4 pour Kansas City,.